# سام یاگر
سام یاگر (انگلیسی: Sam Jaeger؛ زادهٔ ۲۹ ژانویهٔ ۱۹۷۷) یک هنرپیشه، کارگردان، فیلم‌نامه‌نویس، و تهیه‌کننده اهل ایالات متحده آمریکا است.
از فیلم‌های معروف او می‌توان به بازی در فیلم شماره شانس اسلوین و بگیر و رها کن اشاره نمود.